# Doblado (música)

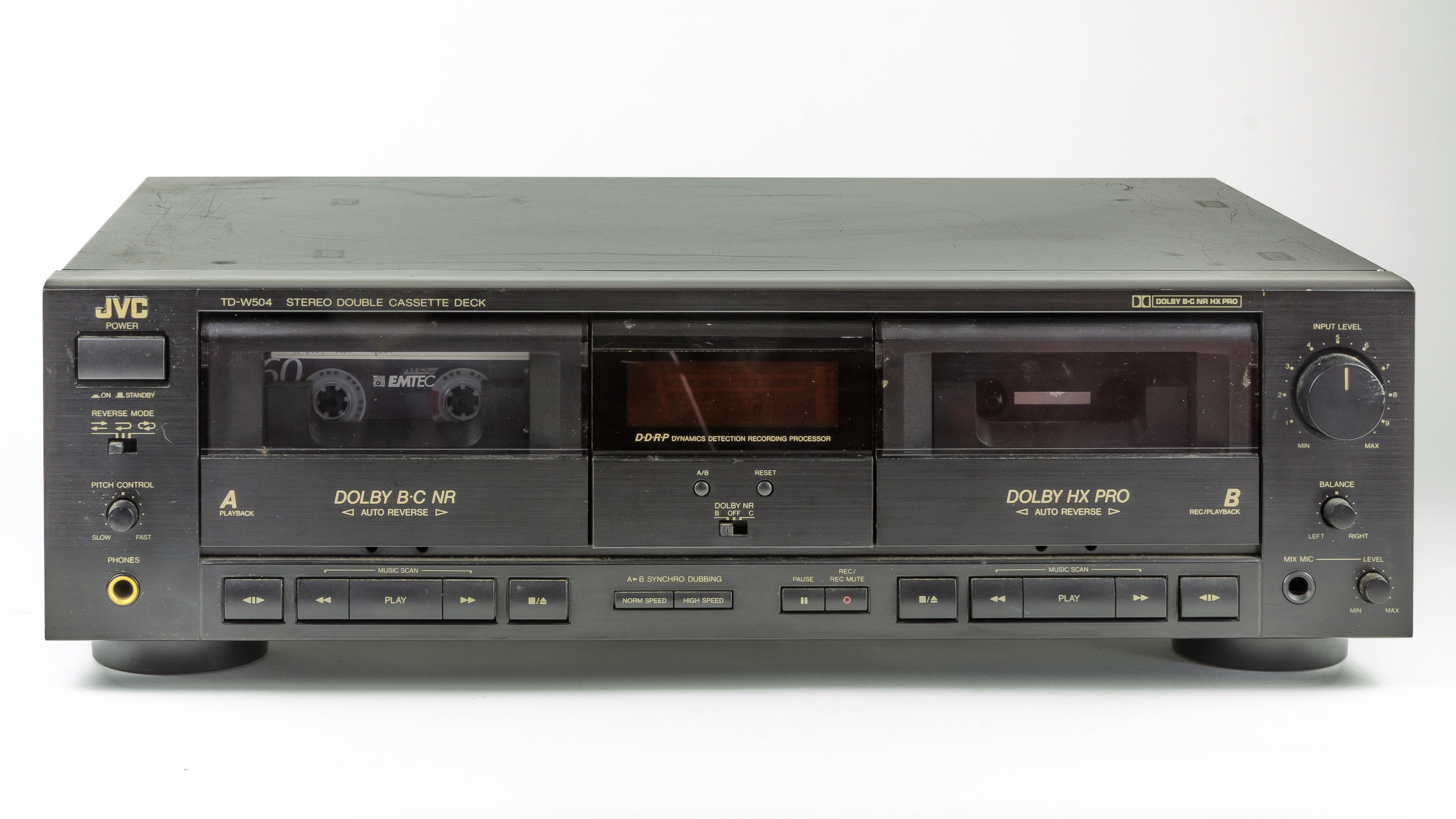
Una pletina de casetes doble JVC, diseñada para el doblado de cintas magnéticas

En el proceso de grabación de sonido, el doblado (dubbing en inglés) es la transferencia o copia de material de audio previamente grabado en un soporte a otro del mismo o de diferente tipo. Puede hacerse con una máquina diseñada para tal fin, o conectando dos máquinas diferentes: una para reproducir y otra para grabar la señal. El propósito del doblaje puede ser simplemente producir copias de contenidos de audio, o puede hacerse para preservarlos cuando se encuentran grabados en soportes antiguos que se están deteriorando y que de otro modo podrían perderse.
Un tipo de dispositivo de copia combina dos medios de almacenamiento diferentes, como una pletina de casetes de audio que además incorpora una grabadora de discos compactos. Tal dispositivo permite la transferencia de contenidos de audio de un medio obsoleto a un medio ampliamente utilizado. También se puede usar simplemente para transferir material entre dos tipos de medios que son populares en diferentes entornos, de modo que el material que se origina en un tipo de entorno se pueda usar en otro. Un ejemplo de esto último sería el doblaje de un videocasete Digital BetaCam a un DVD.
Otros tipos de dispositivos de doblaje están diseñados para producir rápidamente muchas copias de un contenido. Puede combinar una sola unidad de reproducción con múltiples unidades de grabación para crear simultáneamente dos, cuatro, ocho, dieciséis o más copias durante la reproducción de un único original. Este tipo de dispositivo a menudo puede realizar el proceso de copia a muchas veces la velocidad de reproducción estándar. Las platinas de doblaje multiplexadas típicas de programas analógicos (casetes) o digitales (CD) pueden funcionar a 48 veces la velocidad de reproducción estándar, produciendo así copias completas de un programa en sesenta o noventa segundos. A veces, esta copia de alta velocidad implica una cierta pérdida de calidad en comparación con la copia realizada a velocidad normal (1×).

## Victor S/8

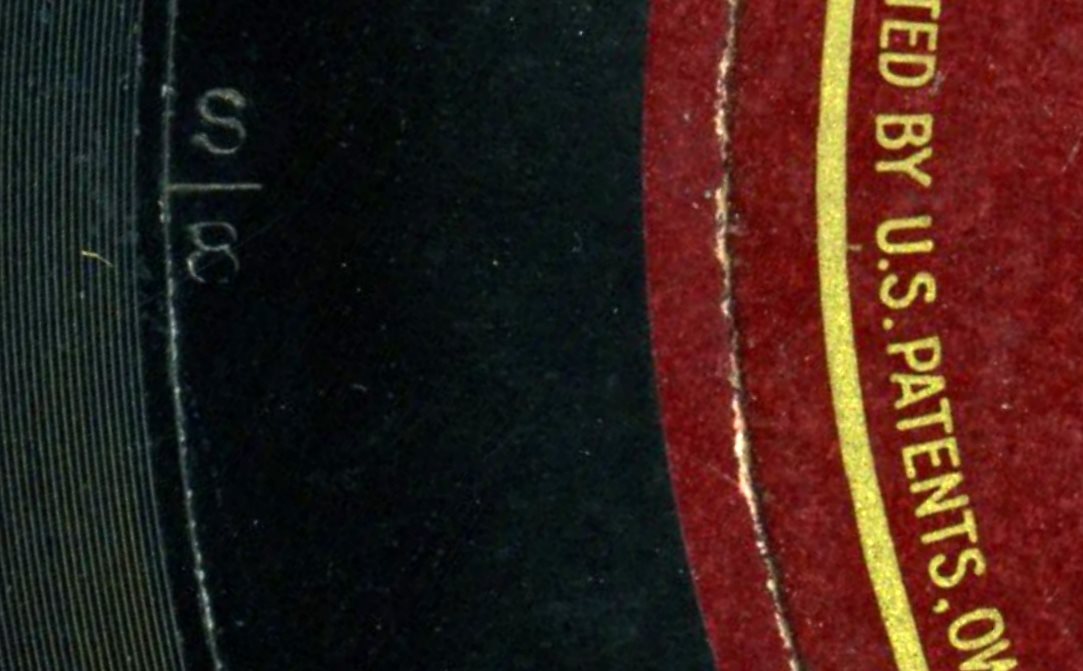
Marcado Victor S/8

Algunos de los doblajes más tempranos fueron realizados por Victor Talking Machine Co. En 1916, la compañía desarrolló un proceso de doblaje acústico para crear nuevos másteres a partir de impresiones cuando se habían producido daños en los registros originales. Dichos discos están marcados con el símbolo "s/8" estampado en el borde interior. Las impresiones realizadas a partir de discos doblados son sónicamente inferiores a las originales.